# 吉田美月喜
吉田美月喜（日语：／ Yoshida Mizuki，2003年3月10日—）是日本女演員、模特兒，出身自東京都，星塵傳播旗下藝人。

## 作品列表

### 電視劇
- 在不白不黑的世界裏，熊貓笑了（2020年1月12日－3月15日，讀賣電視台）：飾演 東山楓
- 巴別九朔 第4集（2020年11月9日，日本電視台）：飾演 市川莉子
- 龍櫻 第2季 第1、2、8集（2021年4月25日、5月2日、6月13日，TBS）：飾演 清野利惠
- 涅墨西斯 第4集（2021年5月21日，日本電視台）：飾演 西野步美
- 犯罪家族（2023年4月12日－5月3日，富士電視台）：飾演 佐佐木夢
- 我的草莓物語（2024年2月16日－4月5日，每日放送）：飾演 中村千花（與深田龍生、矢花黎、田鍋梨梨花四人主演）
- 戀愛革命（2025年1月12日－3月16日，朝日放送電視台）：飾演 王子凛
- 世界上最早的春天（2025年6月20日－，每日放送）：飾演 晴田真帆（與藤原樹雙主演）

### 網絡劇
- 今際之國的闖關者（2020年12月10日，Netflix）：飾演 九條朝陽

### 電影
- 町田君的世界（2019年6月7日）
- 或許（2020年11月13日）：飾演 江口

### 動畫電影
- 驀然回首（2024年6月28日）：主演 京本（與河合優實雙主演）[1]

## 外部連結
- 經紀公司個人資料頁面（日語）
- 吉田美月喜的Instagram帳戶

1. ↑  . MANTANWEB. 2024-03-14  [2024-03-14]. （原始内容存档于2024-04-26） （日语）.